# Леонов, Юрий Георгиевич
Ю́рий Гео́ргиевич Лео́нов (15 ноября 1934, Москва — 5 ноября 2017, там же) — советский и российский геолог, академик РАН (1997), член Академии горных наук и РАЕН.

## Биография
Родился 15 ноября 1934 года в Москве в семье геолога Г. П. Леонова.
В 1952—1957 годах учился на геологическом факультете МГУ, который окончил по специальности «геологическая съёмка и поиски полезных ископаемых». С 1957 по 1963 годы работал во Всесоюзном научно-исследовательском институте природного газа (ВНИИГАЗ), а в 1963—1964 годах обучался в аспирантуре геологического факультета МГУ.
В 1964 году защитил диссертацию на соискание учёной степени кандидата геолого-минералогических наук (тема — «Нижнеюрские отложения восточной части Центрального Кавказа»).
С 1964 по 1970 годы работал научным сотрудником в основанной М. В. Гзовским тектонофизической группе (с 1965 года — Лаборатория тектонофизики) в Институте физики Земли АН СССР имени О. Ю. Шмидта.
В 1968 году было присвоено учёное звание старшего научного сотрудника по специальности «геофизика».
С 1970 года работал в Геологическом институте, а параллельно — в Комиссии по международным тектоническим картам АН СССР. В 1979 году защитил диссертацию на соискание учёной степени доктора геолого-минералогических наук (тема — «Корреляция и характерные особенности орогенных периодов и эпох тектогенеза (на примере среднего палеозоя и позднего кайнозоя)»).
В 1989 году стал заведующим лабораторией тектоники платформ Геологического института.
7 декабря 1991 года избран членом-корреспондентом Российской академии наук (РАН) — Секция наук о Земле (геология твёрдых полезных ископаемых). 29 мая 1997 года избран действительным членом РАН по Отделению геологии, геофизики, геохимии и горных наук (специальность «геология, тектоника»).
В 1991—1994 годах работал в должности заместителя академика-секретаря Отделения геологии, геофизики, геохимии и горных наук РАН.
В 1994—2005 годах был директором Геологического института РАН, в 2004—2008 годах — академик-секретарь Отделения наук о Земле РАН.
С 2008 года являлся советником РАН и главным научным сотрудником Геологического института.
Входил в состав редколлегий журналов «Вопросы истории естествознания и техники», «Геотектоника», «Океанология», «Литосфера», «Литасфера» (Белоруссия), «Acta geologica Sinica» (Китай), был членом Бюро международной Комиссии геологической карты мира.
Скончался 5 ноября 2017 года в Москве после продолжительной болезни. Похоронен на Троекуровском кладбище (участок 27).

## Семья
Отец — Леонов Георгий Павлович (1908—1983) — советский учёный-геолог.
- Брат — Леонов Михаил Георгиевич род. 1938) — геолог[5].

Жена — Леонова Анна Игоревна (в дев. Литвак).
- Дети — Голованова Алиса Юрьевна (в дев. Васильчук - дочь Леоновой А.И. от прошлого брака), Маркелова Марина Юрьевна (в дев. Васильчук - дочь Леоновой А.И. от прошлого брака) [6], Леонов Кирилл Юрьевич[источник не указан 2364 дня].

## Вклад в науку
К числу областей научных интересов Ю. Г. Леонова относились региональная и теоретическая тектоника (включая изучение проблем глобальной корреляции тектонических событий, исследование процессов орогенеза, изучение внутриплитной тектоники и тектоники платформ, исследование тектоники и геодинамики Арктики, изучение стратиграфии и тектоники Центрального Кавказа и Памиро-Афганской области), развитие учения об осадочных бассейнах, тектоническая картография.
Исследования Ю. Г. Леонова по региональной и теоретической тектонике имели фундаментальный характер. В частности, исследуя глобальную корреляцию тектонических процессов, он выдвинул и разработал концепцию взаимодействия глобальных и региональных тектонических процессов, подтвердил наличие глобальных эпох и фаз тектонической активности.

## Награды, премии, почётные звания
- 1999 — Орден Почёта — за большой вклад в развитие отечественной науки, подготовку высококвалифицированных кадров и в связи с 275-летием Российской академии наук[8].
- 2002 — Премия и медаль имени Ф. Н. Красовского — за создание Атласа «Природа и ресурсы Земли»[4].
- 2006 — Золотая медаль РАН имени А. П. Карпинского — за серию работ в области теоретической геотектоники — глобальной корреляции тектонических событий, изучения проблем орогенеза, внутриплитной тектоники и тектоники платформ, учения об осадочных бассейнах, тектонической картографии[1].

## Научные труды
Является автором свыше 140 научных работ, в том числе 7 монографий. Среди них:
- Леонов Ю. Г. . Тектоническая природа девонского орогенеза. — М.: Недра, 1979. — 193 с.
- Леонов Ю. Г., Хаин В. Е., Лукьянов А. В., Буртман В. С., Суворов А. И., Леонов М. Г., Расцветаев Л. М., Щерба И. Г., Трифонов В. Г., Макаров В. И. . Проблемы глобальной корреляции геологических явлений / Отв. ред. А. В. Пейве, Ю. Г. Леонов. — М.: Наука, 1980. — 220 с. — (Труды ГИН, вып. 340).
- Тектоническая карта мира, масштаб 1:45 000 000 / Под ред. Ю. Г. Леонова, В. Е. Хаина. — Л.: Мингео, 1984.
- Международная тектоническая карта мира, масштаб 1:15 000 000 / Под ред. Ю. Г. Леонова, В. Е. Хаина. — Л.: Мингео, 1984.
- Тектоника континентов и океанов: объяснительная записка к Международной тектонической карте мира масштаба 1:15 000 000 / Отв. ред. Ю. Г. Леонов, В. Е. Хаин. — М.: Наука, 1988. — 245 с. — ISBN 5-02-002035-4.
- Леонов Ю. Г.  Напряжения в литосфере и внутриплатформенная тектоника // Геотектоника. — 1995. — № 6. — С. 3—21.
- Международная тектоническая карта Европы, масштаб 1: 5 000 000. 3-е изд / Под ред. Ю. Г. Леонова, В. Е. Хаина. — М.: ВСЕГЕИ, 1996.
- Осадочные бассейны: методика изучения, строение и эволюция / Под ред. Ю. Г. Леонова, Ю. А. Воложа. — М.: Научный мир, 2004. — 526 с. — (Труды ГИН, вып. 543). — ISBN 5-89176-217-X.
- Дёмина Л. И., Копп Л. И., Короновский Н. В. и др. . Большой Кавказ в альпийскую эпоху / Отв. ред. Ю. Г. Леонов. — М.: ГЕОС, 2007. — 366 с. — ISBN 978-5-89118-406-0.
- Леонов Ю. Г. . О некоторых особенностях геологии на современном этапе // История наук о Земле. Вып. 3. — М.: Ин-т истории естествознания и техники, 2009. — 338 с. — ISBN 978-5-98866-027-9. — С. 9—27.
- Леонов Ю. Г., Хуторской М. Д. . Жёлоб Орла (Стурё) — элемент новейшей геодинамики внешней зоны Баренцевоморского шельфа // Строение и история развития литосферы. — М.; СПб.: Paulsen, 2010. — 640 с. — ISBN 978-5-906235-01-5. — С. 158—175.
- Тимошкина Е. П., Леонов Ю. Г., Михайлов В. О.  Формирование системы «горное сооружение — предгорный прогиб»: геодинамическая модель и её сопоставление с данными по Северному Предкавказью // Геотектоника. — 2010. — № 5. — С. 3—21.